# Földes Dezső (vívó)
Földes Dezső (Miskolc, 1880. december 30. – Cleveland, 1950. március 27.) kétszeres olimpiai bajnok vívó.

## Életpályája
1900-tól a Fővárosi Vívó Club, majd a MAC (Magyar Atlétikai Club) vívója volt. Az olasz Angelo Torricelli vívómester tanítványaként kard- és tőrvívásban egyaránt versenyzett. Egyetlen magyar bajnoki címét tőrvívásban nyerte, de nemzetközi versenyeken jelentős sikereit kardvívásban érte el. Az 1908. évi, majd az 1912. évi nyári olimpiai játékokon is tagja volt az olimpiai bajnoki címet nyert magyar kardcsapatnak.
Még aktív sportolóként a budapesti egyetemen sebészi oklevelet szerzett. 1912-ben kivándorolt az Amerikai Egyesült Államokba és Clevelandben szegényeknek szanatóriumot nyitott és két rendelőt tartott fenn az amerikai és a magyar negyedben is. Az 1932. évi nyári olimpiai játékok vívóversenyein zsűritagként vett részt.

## Sporteredményei
- kardvívásban:
  - olimpiai bajnok
    - 1908, London: csapat (Fuchs Jenő, Gerde Oszkár, Tóth Péter, Werkner Lajos)
    - 1912, Stockholm: csapat (Berty László, Fuchs Jenő, Gerde Oszkár, Mészáros Ervin, Schenker Zoltán, Tóth Péter, Werkner Lajos)
- tőrvívásban
  - magyar bajnok
    - egyéni: 1910